# 4036 Вайтхаус
4036 Вайтхаус (4036 Whitehouse) — астероїд головного поясу, відкритий 21 лютого 1987 року.
Тіссеранів параметр щодо Юпітера — 3,304.